# Cocktail Lucien Gaudin
Le cocktail Lucien Gaudin est un cocktail à base de gin, triple sec, campari et d'absinthe et appartient au groupe des short drinks (boissons courtes).

## Histoire
Le cocktail porte le nom de Lucien Gaudin, un escrimeur français qui s'est fait connaître internationalement pour ses participations aux Jeux olympiques de 1920, 1924 et 1928. En 1928, Gaudin remporte deux médailles d'or à Amsterdam, bien qu'au fleuret simple contre l'Allemand Erwin Casmir, après un K.O. provisoire, il ne se serait remis sur pied que grâce à du cognac (mélangé avec de l'Aspirin et un massage).
Le cocktail est souvent appelé « cocktail de la prohibition » et sa création est attribuée aux années de la prohibition aux États-Unis (1920-1933). Cependant, il n'existe aucune trace de la date ou de l'endroit où il a été nommé d'après Gaudin, et impossible de savoir s'il était courant de son vivant, Gaudin ayant mis fin à ses jours en 1934. La plus ancienne source connue de la recette est le Bartender's Guide, publié aux États-Unis en 1947. Son auteur, Victor Jules Bergeron alias « Trader Vic », n'avait pas été exposé aux cocktails avant des années après le succès olympique de Gaudin, lorsqu'il a brièvement travaillé comme intérimaire pour son oncle Feret dans son saloon à Oakland au début des années 1930. En 1934, l'année de la mort de Gaudin, Bergeron ouvre son propre restaurant, le Hinky Dinks, et sera plus tard connu comme un pionnier de la culture Tiki.
Le cocktail n'a gagné en popularité qu'après avoir été cité en 2004 dans un recueil de recettes de cocktails anciens et oubliés, dans le cadre d'un retour général aux recettes historiques depuis le début des années 2000. Dans son livre Vintage Spirits and Forgotten Cocktails, Ted Haigh fait référence au cocktail Lucien Gaudin comme un « cocktail de la prohibition très mature » mais sans citer de source.

## Préparation
Le cocktail Lucien Gaudin, publié dans le Bartender's Guide à la fin des années 1940, est composé de 3 parts (dans la recette ³⁄₄ oz) de gin et d'une part de chaque (¹⁄₄ oz) de Cointreau, de campari, et vermouth français, secoués avec des morceaux de glace et servi dans un verre à cocktail pré-refroidi. La plus courante aujourd'hui est la recette de 2004 adaptée par Ted Haigh, utilisant seulement deux parties de gin (1 oz. ou 3 cl dans la recette) pour une partie de chaque (¹⁄₂ oz ou 1,5 cl) de Cointreau, de campari et de vermouth français sec, qui sont mélangés dans un shaker avec des glaçons et filtrés dans un verre à cocktail sans glace ; la boisson est garnie d'un zeste d'orange.
Le cocktail présente des similitudes avec le Negroni, le vermouth italien rouge et sucré étant remplacé par un vermouth français sec et une liqueur d'orange. Par rapport au Negroni, qui se compose régulièrement de parties égales de gin, de vermouth et de campari, la portion de campari est également réduite de moitié, ce qui donne au cocktail Lucien Gaudin un aspect plus fruité mais moins amer en comparaison.